# Interlachen (Oregon)
Pour les articles homonymes, voir Interlachen.
Interlachen est une zone non incorporée située dans le comté de Multnomah, dans l’État de l’Oregon, aux États-Unis.

## Source
- (en) Cet article est partiellement ou en totalité issu de l’article de Wikipédia en anglais intitulé « Interlachen, Oregon » (voir la liste des auteurs).